# Visidianus
Visidianus war ein antiker Gott von Narnia in Umbrien. Er wird zusammen mit anderen italischen Lokalgottheiten bei Tertullian erwähnt, der sich auf verlorene Darstellungen bei Marcus Terentius Varro bezieht. Der Name geht vielleicht auf einen Familiennamen Visidius zurück.